# Johannes Krap
Johannes Krap (Werkendam, 14 april 1858 - Den Haag, 25 april 1933) was een Nederlands waterstaatkundig ingenieur en politicus.

## Familie
Krap was Brabander van geboorte. Hij was een zoon van Jan Krap en Albertina Maria Peters. Zijn vader was schoenmaker en gemeenteraadslid van Werkendam. Hij bleef ongehuwd.

## Loopbaan
Krap bezocht de hbs in Gorinchem en studeerde vervolgens civiele techniek aan de Polytechnische School te Delft. Van 1882-1901 was hij adjunct-ingenieur bij Rijkswaterstaat.
Hij was belast met de vervaardiging van de waterstaatskaart van Nederland; negen maanden van het jaar was hij daartoe werkzaam op het terrein in verschillende delen van het land; de drie wintermaanden werden besteed om de terreinopnamen in kaart te brengen en voor de druk gereed te maken. Dankzij deze arbeid werd hij bekend in verschillende provincies. Had ook opdracht om te zorgen voor de verzameling van alle waterhoogten in Nederland.
Bij een geweldige storm op 22 december 1894, die een ramp betekende voor Scheveningen (25 schepen gingen verloren) wendden de reders zich tot hem om de bouw van een haven welke om militaire redenen nog niet was gebouwd. Door zijn werk ten bate van de vissers kwam hij in de politiek.
Zijn politieke loopbaan begon als lid van de gemeenteraad in Den Haag (1894-1901). Hij was van 21 september 1897 tot 19 september 1905 lid van de Tweede Kamer der Staten-Generaal. Hij was een medestander van Abraham Kuyper en sprak in de Kamer vooral over waterstaatszaken. Hij was secretaris van de A.R.-Kamerclub (1897-1905). Naast zijn Kamerlidmaatschap was hij lid van de Provinciale Staten (1901-1911) en in dezelfde periode lid van Gedeputeerde Staten (belast met waterstaat) van Zuid-Holland. Bij Koninklijk Besluit van 30 maart 1911 werd Krap benoemd tot lid van de Algemene Rekenkamer. Hij had diverse nevenfuncties en was onder meer voorzitter van de Raad van Commissarissen van de N.V. Haagsche Boazbank, lid van de Raad van Commissarissen van de N.V. Algemeene levensverzekeringsbank te Rotterdam en voorzitter van het College van Bijstand bedoeld in art. 35 der Woningwet.
Krap was ridder in de Orde van de Nederlandse Leeuw. Hij overleed in 1933, kort na zijn 75e verjaardag.
- Biografisch Portaal: 08457197
- Parlement.com: vg09ll2i79x2